# Phare du récif d'Apo
Le phare du récif d'Apo est un phare situé sur le récif d'Apo, récif corallien faisant partie du parc naturel d'Apo Reef, patrimoine mondial de l'UNESCO, dans la province de Mindoro occidental aux Philippines.
Ce phare géré par le Maritime Safety Services Command (MSSC), service de la Garde côtière des Philippines (Philippine Coast Guard).

## Histoire
Le parc Naturel d'Apo Reef est situé au milieu du détroit de Mindoro. La station première a été établie pour avertir les navires des récifs peu profonds et dangereux dans cette partie du détroit.
Le premier phare, mis en service en 1904, était la plus haute tour de phare jamais érigée aux Philippines. La structure haute de 36 m était une tour squelettique en fer avec un pylône cylindrique central, renforcée par un cadre hexagonal et surmontée de la salle de la lanterne avec deux niveaux de galerie. Il était équipé d'une lentille de Fresnel de 3e ordre émettant alternativement un éclat rouge et blanc toutes les dix secondes, à partir de 1906.

### Période coloniale espagnole
Le phare d'Apo Reef faisait partie du premier groupe de phares approuvé dans le Plan d'éclairage maritime de l'Espagne pour l'archipel des Philippines durant la période coloniale espagnole. Il a été proposé d'ériger une tour en acier avec une lumière de troisième ordre sur le récif d'Apo. En 1896, la tour et les appareils d'éclairage ont déjà été achetés en France par les autorités espagnoles, et ils ont été livrés et stockés dans un entrepôt de Manille. Cependant, toutes les constructions de phare ont été arrêtées avec le déclenchement de la révolution philippine et de la guerre hispano-américaine.

### Période coloniale américaine
Lorsque les Américains ont pris le contrôle des Philippines, tous les plans et dossiers espagnols ont été remis aux États-Unis. En 1903, le Bureau de la construction des phares proposa de poursuivre la construction du phare d'Apo. La tour a été trouvée dans un excellent état à l'entrepôt par les Américains avec la tour pour l'îlot de Capitancillo dans la ville de Bogo, province de Cebu. Une équipe de topographes fut envoyée à la station en novembre 1903 pour l'étude topographique de l'île car aucun travail n'avait encore été fait par les Espagnols.
Plusieurs plans ont été considérés et comparés avec les plans espagnols originaux. Il fut finalement décidé que pour toutes les structures, à l'exception de la tour, une construction différente serait utilisée, au lieu des bâtiments en maçonnerie lourde dans le design espagnol, des structures modernes en béton armé seraient érigées. Cette construction serait plus légère, nécessiterait moins de matériaux et serait donc plus économique tout en étant aussi solide et permanente que la construction lourde.
Dès 1904, une première lumière temporaire put fonctionner pendant les travaux. La lumière définitive fut mis en service en avril 1906.

## Phare actuel
Le phare actuel est une tour blanche de 33,5 m, avec double galerie et sans lanterne, dont la lumière fonctionne à l'énergie solaire. La tour est composée de deux parties. La partie basse a une base octogonale avec huit jambes. Sa terrasse supporte la seconde partie qui est une tour mince de section carrée. Il est érigé sur le site de l'ancien phare qui a été totalement démantelé.
C'est un feu à occultations qui émet, à une hauteur focale de 35 m, un éclat blanc toutes les 10 secondes. Sa portée est de 17 milles marins (environ 31 km).
Identifiant : ARLHS : PHI-002 ; PCG-.... - Amirauté : F2574 - NGA : 14492.
|                |
| L'ancien phare |

|          |
| Apo Reef |

|                                    |
| Localisation de Sablayan (Mindoro) |

### Lien connexe
- Liste des phares aux Philippines